# Acidose de intervalo aniônico normal
A acidose metabólica de intervalo aniônico normal é caracterizada pela redução do bicarbonato sanguíneo, retenção de cloro e ausência de alteração do intervalo aniônico. Devido a retenção do cloro plasmático, também recebe o nome de acidose metabólica hiperclorêmica.

## Intervalo aniônico
Para que a eletroneutralidade do organismo seja mantida, a soma de todos os cátions do nosso corpo deve ser igual a soma de todos os ânions. O principal cátion do organismo é o sódio e os principais ânions são o bicarbonato e o cloro. Considere o valor normal de sódio no plasma sendo 140 mEq/L, o de cloro de 105 mEq/L e bicarbonato de 24 mEq/L. Pelo princípio da eletroneutralidade, a soma dos cátions deve ser igual ao somatório dos ânions, porém, a soma do cloro com o bicarbonato não se iguala ao valor do sódio, faltado 11 unidades para isso. Essas 11 unidades faltantes são os ânions não mensuráveis, ou seja, não medidos pelos exames de sangue de rotina. Essa diferença que falta para igualar a soma de cátions e ânions (que corresponde aos ânions não mensuráveis) recebe o nome de "anion gap", "hiato aniônico" ou "intervalo aniônico". Considera-se o valor normal de anion gap entre 4 e 12.

## Fisiopatologia
Ao contrário da acidose metabólica de intervalo aniônico elevado, na acidose de intervalo aniônico normal não há retenção de ânions não mensuráveis e, portanto, o hiato aniônico não se altera, já que a redução do bicarbonato é compensada pela elevação do cloro. Na acidose, o ácido em excesso se dissocia em H+ (que é rapidamente tamponado pelo bicarbonato), e sua base conjugada, ou seja, um ânion. A excreção renal desse ânion em excesso acarreta perda de água concomitante, resultando em uma contração do volume extracelular, que por sua vez, leva à retenção de cloreto de sódio pelos rins. Em resumo, na acidose metabólica de hiato aniônico normal, o bicarbonato está consumido pois foi usado para neutralizar o excesso de ácido, ou foi perdido, por via renal ou por via gastrointestinal. Já o cloro está elevado, pois foi retido pelos rins, em virtude da excreção do ânion conjugado ao ácido. Dessa forma, a retenção do cloro compensa a perda de bicarbonato, contribuindo para a manutenção da eletroneutralidade do organismo. Como não há acúmulo de ânions não mensuráveis e a perda de bicarbonato é compensada pela retenção de cloro, o hiato aniônico não se altera.

## Causas e diagnóstico diferencial
As causas mais comuns de acidose metabólica de hiato aniônico normal são: perda de bicarbonato pelo trato gastrointestinal ou renal, e incapacidade renal de excretar ácidos.
O diagnóstico diferencial da acidose de intervalo aniônico normal é relativamente curto quando comparado com o diagnóstico diferencial de acidoses em geral.
Diagnóstico diferencial da acidose metabólica hiperclorêmica:
- Perda gastrointestinal de bicarbonato
  - Diarreia
  - Fístula ureteroentérica - uma conexão anormal (fístula) entre um ureter e o trato gastrointestinal
  - Fístula pancreaticoduodenal - uma conexão anormal entre o pâncreas e o duodeno
- Acidose de etiologia renal
  - Acidose tubular renal
  - Nefrite tubulointersticial
  - Deficiência de mineralocorticóide
  - Insuficiência renal em fases iniciais
  - Induzida por drogas:
    - Acetazolamida
    - Anfotericina B
    - Inibidores da enzima conversora de angiotensina
    - Bloqueadores do receptor da angiotensina
    - Anti-inflamatórios não esteroidais
    - Ciclosporina
    - Tacrolimus
    - Topiramato
    - Diuréticos poupadores de potássio: amilorida, triantereno, espironolactona
    - Trimetoprim
- Outras
  - Hiperalimentação
  - Acidose dilucional: administração rápida e excessiva de solução salina
  - Resinas trocadoras de cátions

## Tratamento
A terapêutica preconizada é o controle da doença de base quando possível e reposição de bicarbonato por via oral ou endovenosa nos casos mias graves, sendo que em situações de acidose refratária ao tratamento clínico otimizado, está indicada a diálise.